# 西浜田駅
西浜田駅（にしはまだえき）は、島根県浜田市熱田町にある、西日本旅客鉄道（JR西日本）山陰本線の駅である。

## 歴史
- 1922年（大正11年）3月10日：鉄道省山陰本線浜田駅 - 周布駅間延伸時に、石見長浜駅（いわみながはまえき）として開設[1]。客貨取扱開始[1]。
- 1949年（昭和24年）12月15日：西浜田駅（にしはまだえき）に改称[2]。
- 1955年（昭和30年）8月1日：貨物支線（浜田港線）当駅 - 浜田港駅間開通[3]。
- 1982年（昭和57年）11月7日：貨物取扱廃止[1]。同時に浜田港線廃止[3]。
- 1985年（昭和60年）3月14日：荷物扱い廃止[1]、無人駅化[4]。
- 1987年（昭和62年）4月1日：国鉄分割民営化に伴い、JR西日本の駅となる[1]。同時に有人駅化[5]
- 1990年（平成2年）3月10日：再度無人駅化[5][6]。
- 1993年（平成5年）3月上旬：乗車駅証明書発行機設置、使用開始[7]。

## 駅構造
相対式ホーム2面2線を有する列車交換可能な地上駅。駅舎側ホームが上り側列車発着・通過、奥のホームが下り側列車発着・通過である。両ホームは跨線橋で連絡している。上りホームと下りホームは平行では無い。木造駅舎を備える。
浜田鉄道部管理の無人駅。駅舎は、無人駅化前は今の2倍程の長さだったが、事務室部分が解体され小型化された。駅舎内には自動券売機が設置されている。
2023年（令和5年）8月、JR西日本は「駅設備のシンプル化構想」の一環として、西浜田駅の駅舎やトイレなどを撤去して小さい待合所や駐輪場を新設する方針を浜田市に伝達した。

### のりば
| のりば | 路線     | 方向 | 行先           |
| ------ | -------- | ---- | -------------- |
| 1      | 山陰本線 | 上り | 浜田・江津方面 |
| 2      | 山陰本線 | 下り | 益田・東萩方面 |

※2017年3月時点でホームにのりば番号標が整備されており、列車運転指令上の番線番号同様に駅舎側（上り）を1番のりばとしている
。

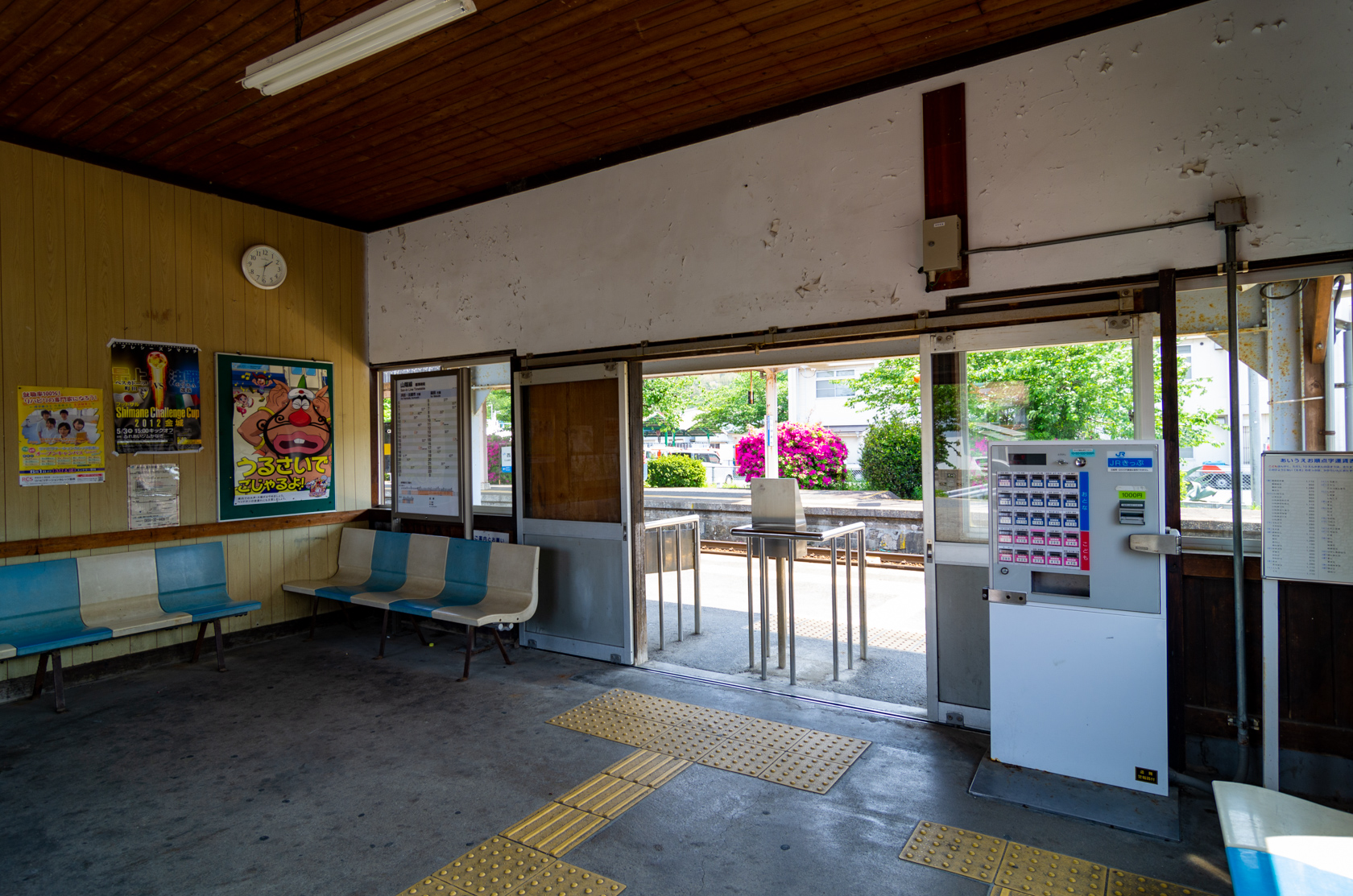
駅舎内（2012年5月）
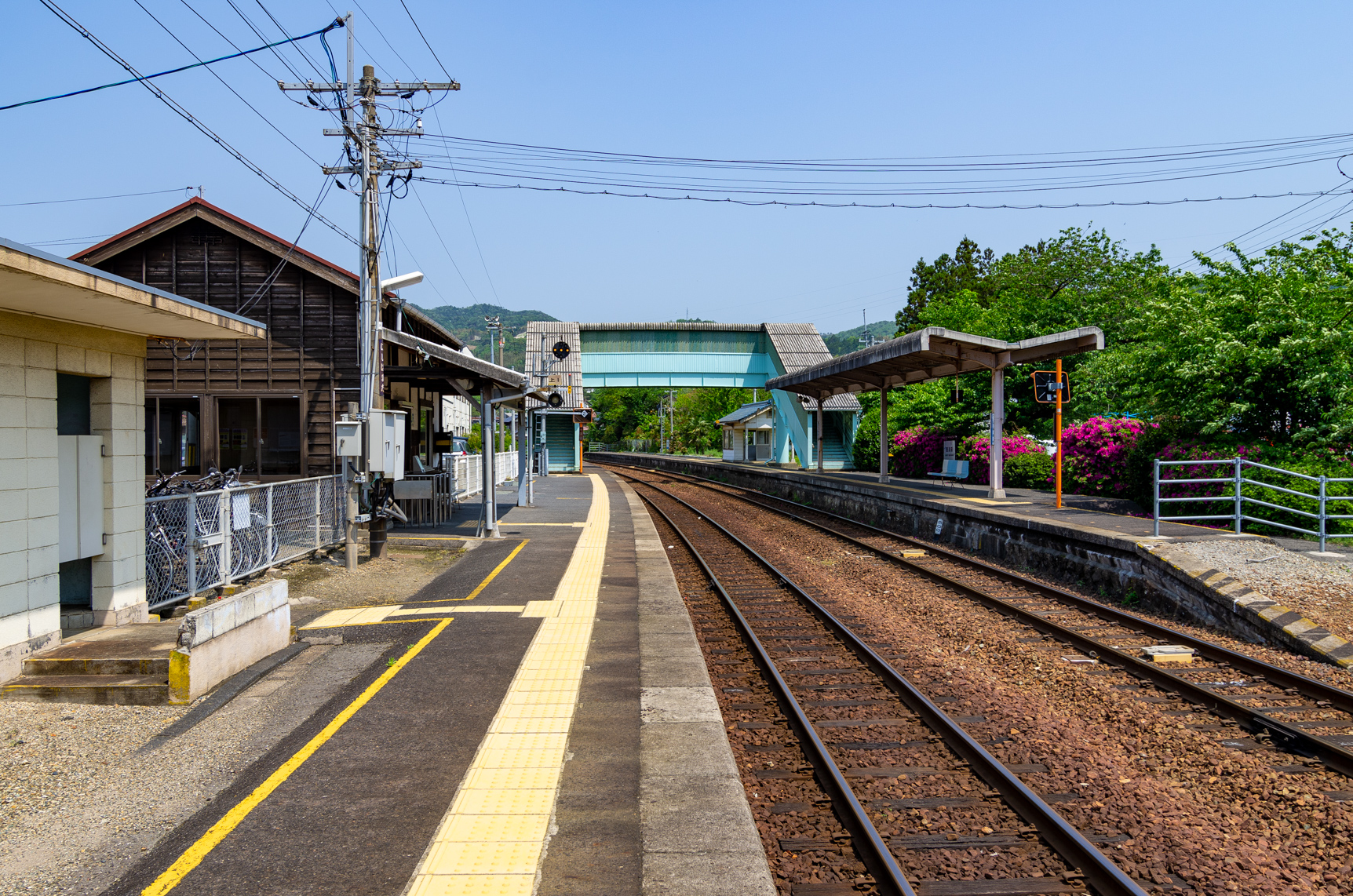
ホーム（2012年5月）

## 利用状況
2022年度の1日平均乗車人員は118人である。2004年度は297人、1994年度は404人、1984年度は560人であった。
近年の1日平均乗車人員の推移は以下の通り。
| 乗車人員推移 | 乗車人員推移 |
| 年度         | 1日平均人数  |
| ------------ | ------------ |
| 1999         | 355          |
| 2000         | 364          |
| 2001         | 345          |
| 2002         | 300          |
| 2003         | 305          |
| 2004         | 297          |
| 2005         | 286          |
| 2006         | 280          |
| 2007         | 274          |
| 2008         | 265          |
| 2009         | 240          |
| 2010         | 214          |
| 2011         | 200          |
| 2012         | 203          |
| 2013         | 224          |
| 2014         | 193          |
| 2015         | 188          |
| 2016         | 169          |
| 2017         | 155          |
| 2018         | 158          |
| 2019         | 156          |
| 2020         | 141          |
| 2021         | 125          |
| 2022         | 118          |

## 駅周辺
- 浜田長浜郵便局
- 山陰合同銀行長浜出張所
- 島根県立浜田商業高等学校
- 浜田市立長浜小学校
- 長浜まちづくりセンター
- 浜田港
- 国道9号
- 島根県道209号西浜田停車場線
- 島根県道241号浜田商港線
- 石見交通「西浜田駅口」、「西浜田駅裏」停留所

## 隣の駅
西日本旅客鉄道（JR西日本）
 山陰本線
浜田駅 - 西浜田駅 - 周布駅

### かつて存在した路線
日本国有鉄道
山陰本線貨物支線（浜田港線）
西浜田駅 - 浜田港駅

#### 統計資料
1. ↑  “島根県統計書”. しまね統計情報データベース.   島根県政策企画局. 2025年2月3日閲覧。